# ماك غلادن
ماك غلادن (بالإنجليزية: Mack Gladden)‏ هو لاعب كرة قدم أمريكية أمريكي، ولد في 22 مايو 1909 في Turley, Missouri ‏ في الولايات المتحدة، وتوفي في 1 مارس 1985.

## وصلات خارجية
- ماك غلادن على موقع مرجع كرة القدم المحترفة.كوم (الإنجليزية)